# Cité de l'Éducation (métro de Doha)
Cité de l'Éducation (en arabe : المدينة التعليمية, en anglais : Education City) est une station sur la Ligne Verte du Métro de Doha. Elle est ouverte en 2019.

## Histoire
La station est mise en service le 10 décembre 2019.

## Intermodalité
- Metrolink : M202 (Gharrafat Al Rayyan (West) & Al Gharrafa Sports Club)
- Metrolink : M203 (Al Gharrafa West)

## À proximité
- Education City Stadium